# Mitologia di William Blake
I libri profetici del poeta ed artista inglese William Blake contengono una ricca mitologia (mitopoiesi) inventata, nella quale Blake codificò le sue rivoluzionarie idee politiche e spirituali come profezie di una nuova era. Questo desiderio di creare una propria cosmogonia fu il suo lavoro principale, la sua mitologia spesso descriveva da una parte la lotta tra la ragione e l'amore irrazionale, dall'altra tra l'educazione e la morale.

## Fonti
Le maggiori ispirazioni di William Blake furono il Paradiso perduto ed il Paradiso riconquistato di John Milton, le visioni di Emanuel Swedenborg e la scrittura semicabalistica di Jacob Böhme. La visione di Blake andò oltre, non solo ampliò lo scenario della rivelazione Biblica, ma cercò anche di trascenderla unendo ad essa le proprie interpretazioni del druidismo e del paganesimo.

## La caduta di Albione

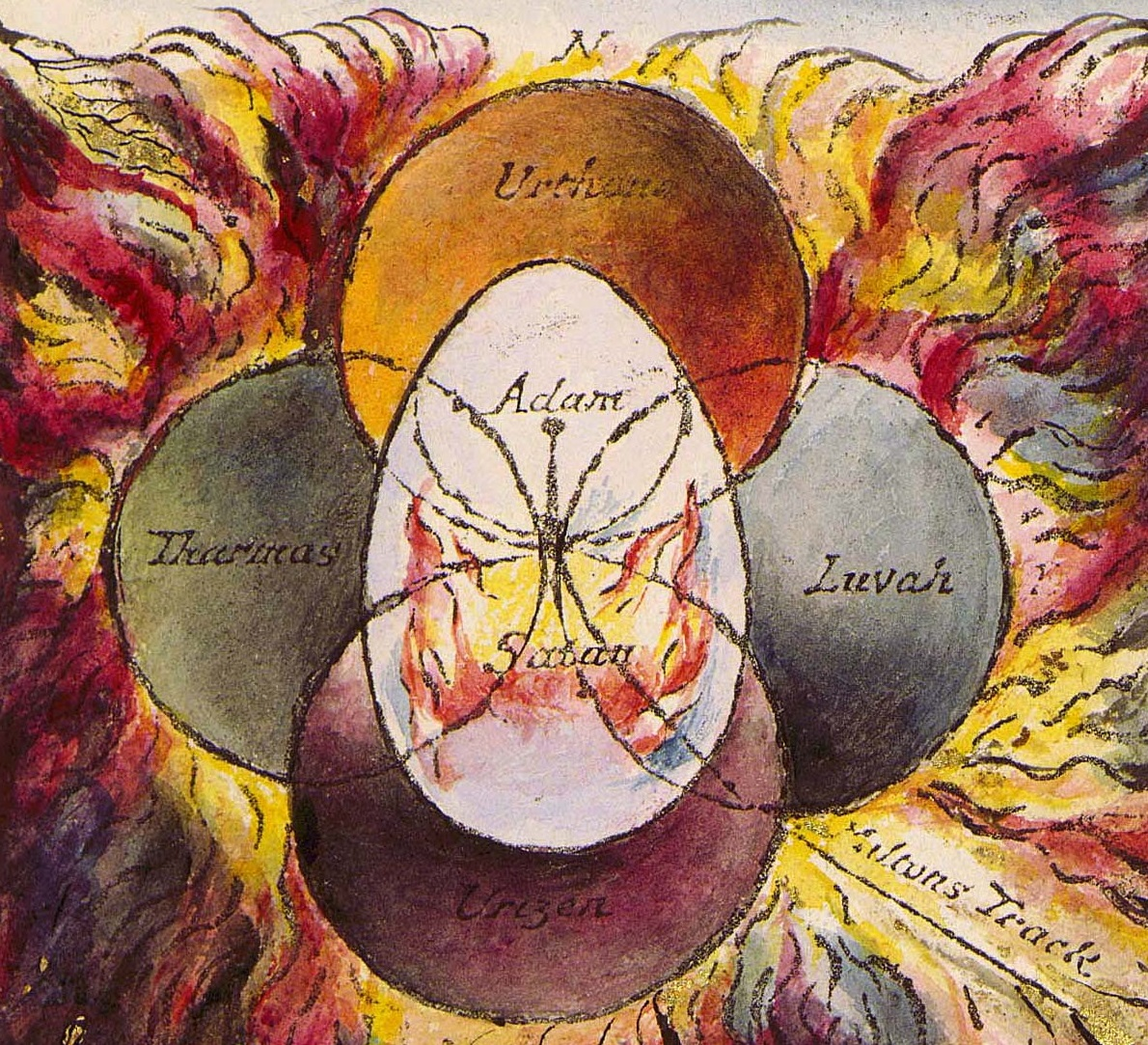
Il rapporto tra i quattro Zoa come raffigurato da Blake in Milton: una poesia

La più lunga esposizione del suo personale ciclo mitologico fu anche la sua più lunga poesia, I quattro Zoa: la Morte e il Giudizio di Albione e l'uomo primigenio lasciatoci come manoscritto al tempo della sua morte. In quest'opera Blake descrive la caduta di Albione, che "era originariamente quadruplo e al tempo stesso diviso".
Albione si divide in quattro parti che riprendono i quattro Zoa:
- Tharmas, rappresenta l'istinto e la forza
- Urizen, la tradizione: l'incarnazione del crudele Dio del Vecchio Testamento
- Luvah, l'amore, la compassione e la capacità emotiva: una figura simile a quella di Cristo, conosciuta anche come Orc nella sua forma più ribelle.
- Urthona, conosciuta anche con il nome di Los, l'ispirazione e l'immaginazione

Il pantheon di Blake include inoltre delle emanazioni femminili che si sono separate dall'originale essere maschile, così come Eva si separò da Adamo:
- La materna Enion è un'emanazione di Tharmas.
- La celestiale Ahania è un'emanazione di Urizen.
- La seduttrice Vala è un'emanazione di Luvah.
- La musicale Enitharmon è un'emanazione di Los.

La caduta di Albione, la sua divisione nei quattro Zoa e le loro emanazione sono il tema centrale di Gerusalemme: l'emanazione del gigante Albione.
Rintrah appare inizialmente in Il matrimonio del cielo e dell'inferno, personificando la collera rivoluzionaria, viene poi inserito insieme agli spiriti della ribellione in Le visioni dei figli di Albione:
- Il forte e lussurioso Bromion
- L'ignavo e peccatore Palamabron, figlio di Enitharmon e Los (appare anche in Milton)
- Il torturatore impietoso Theotormon

## La mitologia e il libro profetico
Gli studi fatti sull'opera di William Blake non hanno portato ad una visione unica della sua mitologia, i suoi personaggi sono probabilmente da considerarsi come stereotipi sociali, tramite i quali Blake rappresenta le sue idee politiche, d'altra parte le motivazioni psicologiche del suo lavoro sono state sviscerate e sono ora più accessibili di quanto non lo fossero un secolo fa.
Altre opere sul pantheon di Blake:
- America, una profezia
- Il libro di Urizen
- Il libro di Los
- Le visioni dei figli di Albione